# Harriet Mellon

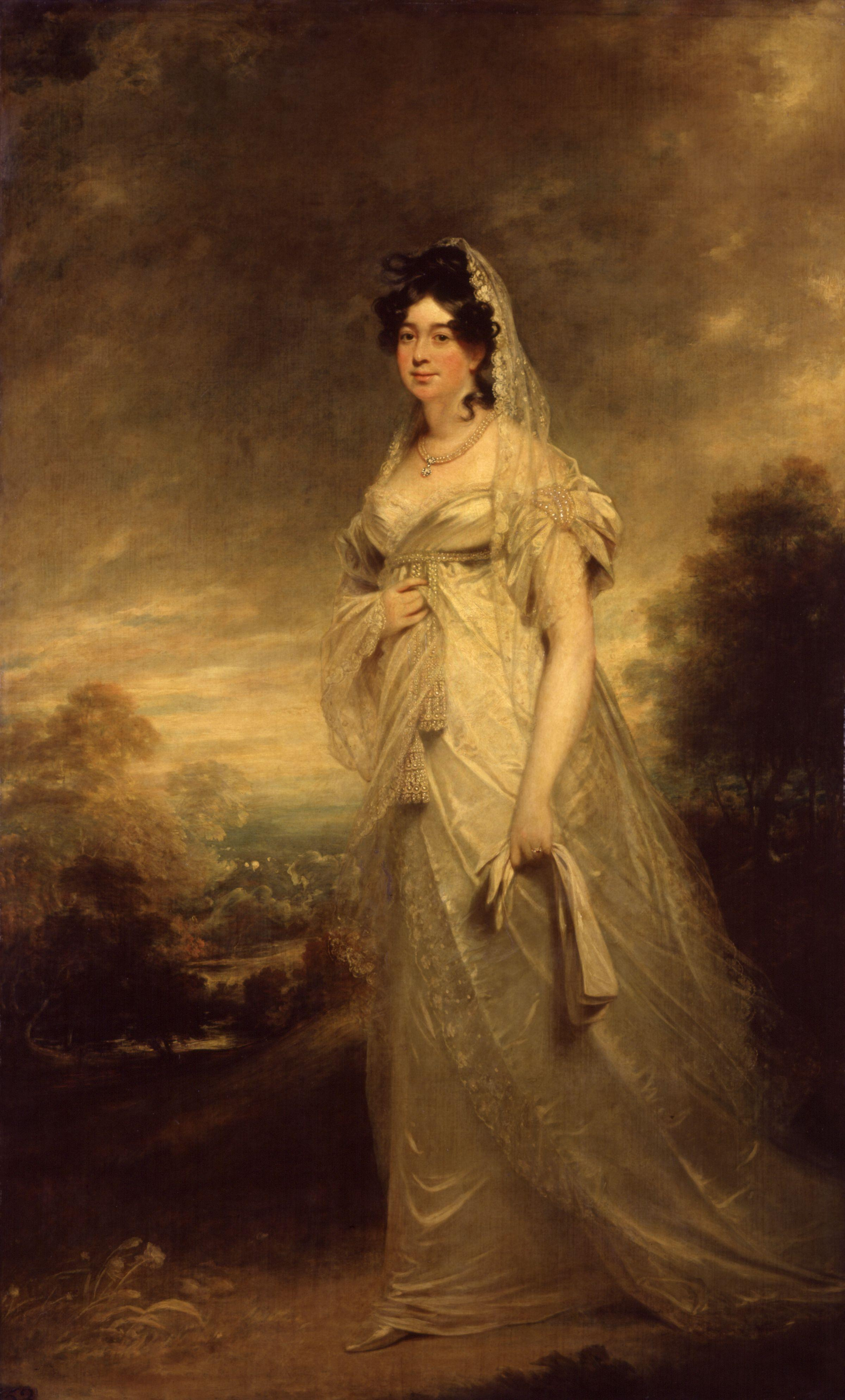
Harriet Mellon av William Beechey

Harriet Mellon, född 1777, död 1837, var en brittisk bankir och skådespelare. Hon var från 1822 delägare i banken Coutts & Co. 
Hon gifte sig 1815 med bankiren Thomas Coutts. Vid hans död 1822 övertog hon hans andelar av banken. Hon gifte 1827 om sig med William Beauclerk, 9th Duke of St Albans. Hon testamenterade sin förmögenhet till Angela Burdett-Coutts, 1:a baronessa Burdett-Coutts.